# Monte Orsa

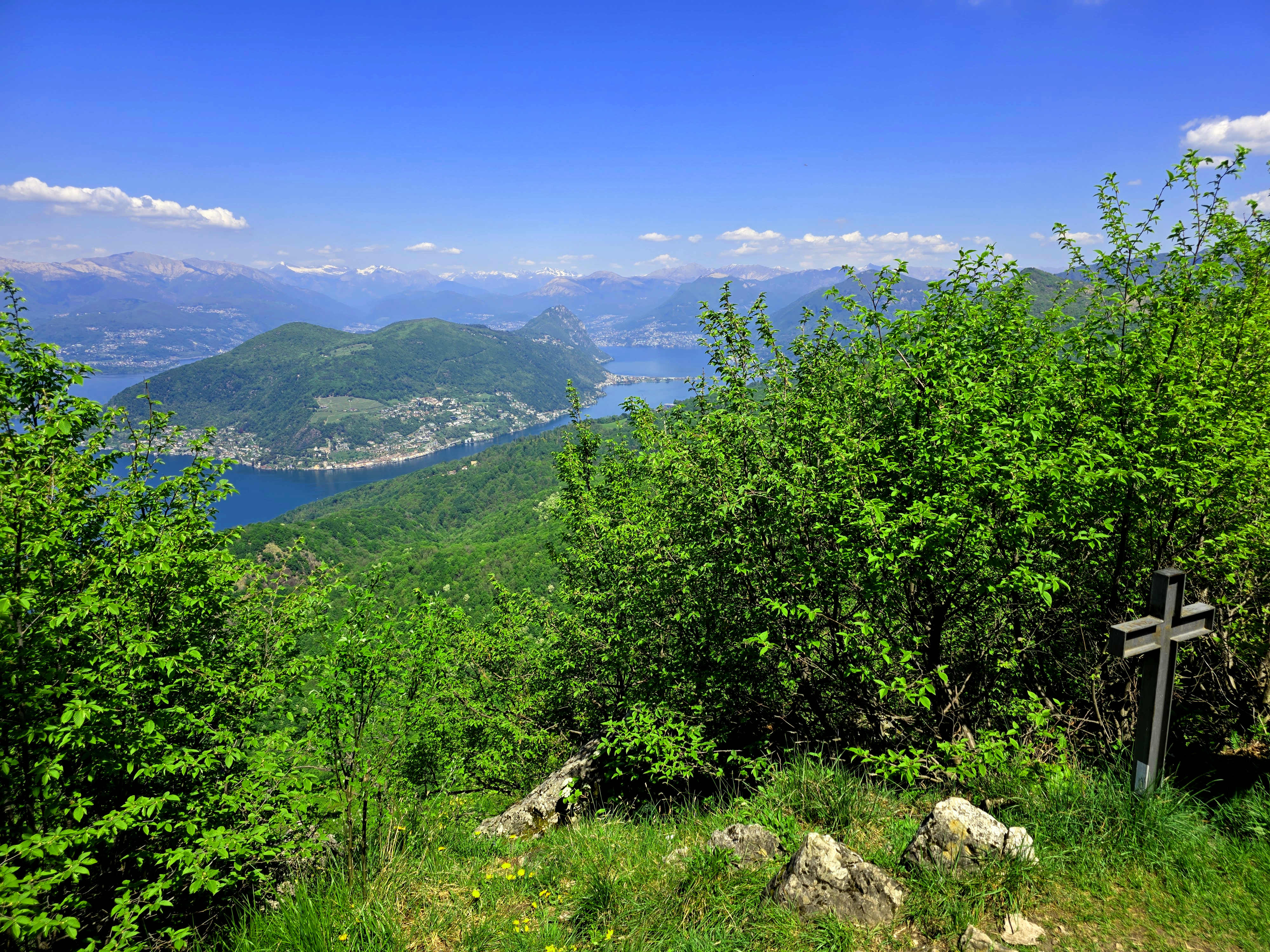
Lago di Lugano dal Monte Orsa

Il Monte Orsa (998 m s.l.m.) è una montagna delle Prealpi Luganesi in provincia di Varese.
Sono presenti delle trincee facenti parte della Linea Cadorna ed un interessante sistema carsico.

## Geografia
È posto nel comune di Viggiù. Con la sua altezza di 998 metri è la terza cima più alta della Valceresio, dopo il Monte Piambello (1125 m) ed il Monte Pravello (1015 m).

## Sport
Nella stagione estiva viene praticata l'arrampicata sportiva presso la falesia attrezzata, posta verso la sommità del monte, esposta a nord-ovest. Dal 2013 è però impossibile percorrere in auto la strada asfaltata che porta dal paese di Viggiù alla sommità del monte Orsa (è stata resa strada agro-silvo-pastorale).
Riguardo l'arrampicata, è presente un altro sito, chiamato "Scogli del Tramonto", posto tra il monte Orsa e il sottostante colle Sant'Elia. Inoltre è stata mappata una piccola area boulder alle pendici del monte, sopra il paese di Besano.
Il sistema carsico presente nel monte consente di praticare la speleologia; tra le grotte principali si possono citare la Mamma Emma ed il Pozzo del Caprone.